# Aurore Tillac
Pour les articles homonymes, voir Tillac.
Aurore Tillac est une cheffe de chœur et d'orchestre française née le 17 août 1980 à Auch. Elle dirige depuis 2007 le Chœur de l'Armée française à la Garde républicaine.

## Biographie
Aurore Tillac naît à Auch le 17 août 1980 dans une famille d'agriculteurs de Sainte-Dode. Scolarisée à Miélan où elle entre dès l'âge de 7 ans à l'école de musique, elle poursuit ses études musicales à Vic-en-Bigorre et remporte à 15 ans le premier prix d'accordéon diatonique du festival de Castelnau-Barbarens puis un premier prix en clarinette et musique de chambre et une médaille d'or en formation musicale à l'école nationale de musique de Tarbes,.
À l'issue de cette formation instrumentale, elle intègre le cours de direction de chœur grégorien dans la classe de Louis-Marie Vigne au conservatoire national supérieur de musique et de danse de Paris et obtient le premier prix avec mention très bien à l'unanimité,.
À partir de 2002 elle devient assistante, à la Maîtrise de Paris, de Patrick Marco dont elle a suivi l'enseignement au Conservatoire à rayonnement régional de Paris, et rejoint, au pupitre de mezzo-soprano, l'ensemble Dialogos spécialisé dans la musique médiévale. Elle dirige parallèlement le Concentus vocal dans un large répertoire allant du chant grégorien à la musique contemporaine et assure la direction du Chœur des universités de Paris de 2003 à 2007
. Elle crée et dirige, de 2007 à 2018, la Manufacture vocale, ensemble à géométrie variable au répertoire éclectique.
Elle intègre le Chœur de l'Armée française, unité de la Garde républicaine, en 2005 en qualité de chef adjointe puis de chef de chœur depuis 2007. Elle a le grade de lieutenant-colonel.
Depuis 2017, elle est chef de chœur associée de la compagnie lyrique Les Voix concertantes fondée par Manon Bautian.

## Récompenses et distinctions
- Officier des Arts et des Lettres (arrêté ministériel du 29 octobre 2021)[5],[10].